# G-Stoned
G-Stoned – debiutancka EP-ka austriackiego duetu Kruder & Dorfmeister, wydana w 1993 roku przez należącą do zespołu wytwórnię G-Stone Recordings.

## Historia
Wszystkie utwory zostały napisane, wyprodukowane i zaaranżowane w Wiedniu, w okresie od września do października 1993 roku. Okładka EP-ki przedstawia obu muzyków w pozach członków duetu Simon & Garfunkel z okładki ich albumu Bookends autorstwa Richarda Avedona. EP-ka pojawiła się na rynku czasie, gdy hip-hopowe rytmy zaczęły emancypować się od rapu, a rozkwitająca scena breakbeatowa w Wielkiej Brytanii zaczęła przyciągać większą uwagę publiczności.

## Lista utworów

### Wersja winylowa (austriacka)
| A1. | Definition            | 5:03  |
|     |                       |       |
| A2. | Deep Shit Pt.1 & Pt.2 | 6:15  |
|     |                       |       |
|     |                       | 11:18 |
|     |                       |       |
| B1. | High Noon                | 6:20  |
|     |                          |       |
| B2. | Original Bedroom Rockers | 6:05  |
|     |                          |       |
|     |                          | 12:25 |
|     |                          |       |
Utwór „Definition” został nagrany w TIC Music Studios, „Deep Shit Pt.1 & Pt.2” – w GStone Studio One, natomiast pozostałe dwa utwory – w GStone Studio One & Two.

### Wersja CD (amerykańska)
| 1. | Definition               | 5:08  |
|    |                          |       |
| 2. | Deep Shit Pt.1 & Pt.2    | 6:20  |
|    |                          |       |
| 3. | High Noon                | 6:25  |
|    |                          |       |
| 4. | Original Bedroom Rockers | 6:06  |
|    |                          |       |
|    |                          | 23:59 |
|    |                          |       |
Wydawnictwo ukazało się w wersji zremasterowanej w 1995 roku w Stanach Zjednoczonych w formacie CD nakładem Quango Records.

## Odbiór

### Opinie krytyków
| Oceny łączne      | Oceny łączne |
| Publikacja        | Ocena        |
| ----------------- | ------------ |
| Album of the Year | 80/100       |
| Recenzje          |              |
| Publikacja        | Ocena        |
| AllMusic          | [ 6 ]        |
| RYM               | 3.53/5       |
| Sputnikmusic      | 4.5/5        |

Zdaniem Johna Busha z AllMusic G-Stoned „zawiera jedne z najbardziej surowych i intensywnych utworów trip hopowych, jakie kiedykolwiek nagrano. Melanż powolnych bitów i leniwych sampli pokazuje, że Kruder & Dorfmeister mają niezrównaną umiejętność budowania dźwięków, choć utwory wydają się snuć, zanim dojdą do końca”.
„Ten uznany duet downtempo z Austrii, pomimo stosunkowo krótkiej dyskografii, wyprodukował i nagrał jedne z najistotniejszych dokonań gatunku [trip-hopu]. Debiutancka EP-ka ich zespołu G-Stoned więcej niż to ilustruje, (…) zawiera niektóre z najlepszych cech tego duetu w niewiele ponad 24 minutach – twierdzi Daniel Dias ze Sputnikmusic dodając, że choć Kruder i Dorfmeister nie rozpoczęli muzycznej rewolucji, ani nie zdefiniowali na nowo trip hopu, to jednak uczyli się od najlepszych sprawiając, że ich twórczość jest niezastąpiona. „Ta EP-ka jest łagodna, relaksująca, żywa i ekscytująca jednocześnie, i jest niezbędnym wydawnictwem dla każdego trochę zainteresowanego fana” – podsumowuje autor.